# Veleni a Farrier's Lane
Veleni a Farrier's Lane è un romanzo della scrittrice Anne Perry del 1993.

## Trama
Un delitto atroce  e una atroce impiccagione dell'uomo sbagliato.
Un'attrice famosa, convinta che il fratello sia stato condannato ingiustamente a morte per l'uccisione di un uomo che la corteggiava, si rivolge al giudice perché riesamini fatti e prove.